# Satoshi Horinouchi
Satoshi Horinouchi (japanisch 堀之内 聖 Horinouchi Satoshi; * 26. Oktober 1979 in der Präfektur Saitama) ist ein ehemaliger japanischer Fußballspieler.

## Karriere
Horinouchi erlernte das Fußballspielen in der Schulmannschaft der Saitama Urawa High School und der Universitätsmannschaft der Gakugei-Universität Tokio. Seinen ersten Vertrag unterschrieb er 2002 bei den Urawa Reds. Der Verein spielte in der höchsten Liga des Landes, der J1 League. Mit dem Verein wurde er 2006 japanischer Meister. Er trug 2007 zum Gewinn der AFC Champions League bei. Für den Verein absolvierte er 148 Erstligaspiele. 2012 wechselte er zum Zweitligisten Yokohama FC. Für den Verein absolvierte er 22 Ligaspiele. 2013 wechselte er zum Ligakonkurrenten Montedio Yamagata. Für den Verein absolvierte er 30 Ligaspiele. Ende 2013 beendete er seine Karriere als Fußballspieler.

## Erfolge
Urawa Reds
- AFC Champions League

Meister: 2007
- J1 League

Meister: 2006
Vizemeister: 2004, 2005, 2007
- J.League Cup

Sieger: 2003
Finalist: 2002, 2004, 2011
- Kaiserpokal

Sieger: 2005, 2006